# ブラーケル
ブラーケル (ドイツ語: Brakel、ドイツ語発音: [ˈbraːk̩l] ( 音声ファイル)) はドイツ連邦共和国ノルトライン＝ヴェストファーレン州東部デトモルト行政管区のヘクスター郡に属す市である。歴史的には、Brakele、Bracle あるいは Brabecke とも表記される。

## 地理

### 位置
ブラーケルは、エッゲ山地とヴェーザー川との間、ヘクスター郡の中央に位置する。パーダーボルンの東 30 km、ヘクスターの南西 15 km にあたる。本市はトイトブルクの森/エッゲ山地自然公園内に位置している。
市域には大きな高低差があり、最低点は 110 m、最高地点は 361 m である。

### 地質学

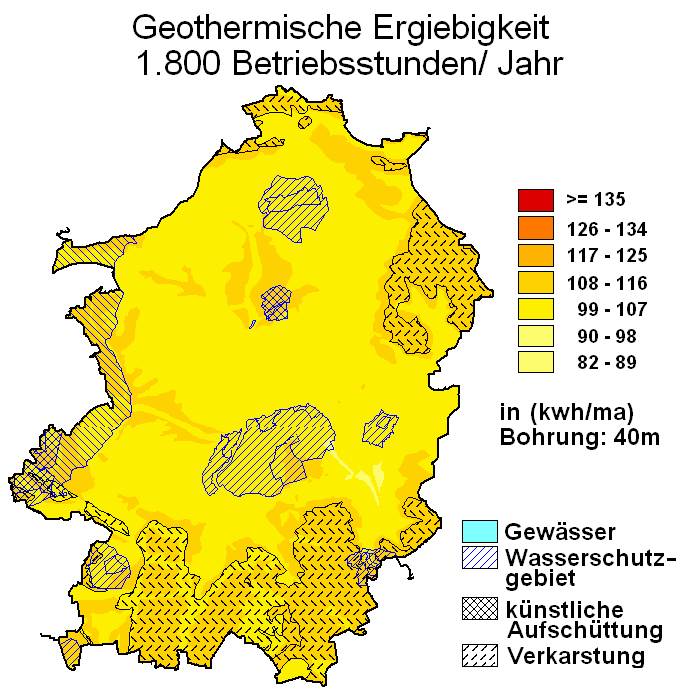
ブラーケルの地熱分布図

本市の市域の地盤は主に中生代、特に三畳紀の泥岩、泥灰岩、石灰岩、砂岩からなる。これらの堆積岩の層は約 1 km の厚さがある。地質学的な時代の経過に従って、多くの鞍部、盆地、地溝、地塁、小さな地塊が形成された。
さらに深い地層は、古生代（デヴォン紀、石炭紀、ペルム紀）に形成された。ネーテ川およびその支流の河川谷やブラーケラー盆地は、氷期の礫、砂、黄土で覆われている。ムシェルカルク統のカルスト化した石灰岩の大部分や、ネーテ川の谷およびブラーケラー盆地の砂や礫は地下水の良い水路となっている。カルスト化した石灰岩層内には、石膏を多く含んだ地層から硫酸カルシウムが流入するため、こうした地下水を飲料水とすることはできない。
ブラーケルの市域は、山頂や尾根では、多くが肥沃で石の多く、泥土質の黄土－粘土のレンジナあるいはレンジナ＝ブラウンエルデンが支配的である。氷期に形成された黄土は斜面や盆地で多く見られる。河川の谷には小川の堆積物が広がっており、草地（放牧地）として主に利用されている。
ブラーケルの市域は、地熱ゾンデによる地熱源やヒートポンプによる地熱採取については、「良好」な状態にある（右図参照）。

### 市域の広がりと土地利用
「クラインシュタット」（直訳すると「小都市」）に分類されるブラーケル市は、面積 173.74 km2 である。市域の東西軸の最大長は 14.7 km、南北のそれは 18.9 km である。
| Fläche nach Nutzungsart | 農業用地 | 森林   | 宅地、空き地、産業用地 | 交通用地 | 水域  | スポーツ用地、 緑地 | その他 |
| ----------------------- | -------- | ------ | ---------------------- | -------- | ----- | ------------------- | ------ |
| 面積 (km2               | 97.67    | 60.39  | 6.97                   | 7.12     | 1.03  | 0.61                | 0.13   |
| 占有率                  | 56.2 %   | 34.7 % | 4.0 %                  | 4.1 %    | 0.6 % | 0.4 %               | 0.0 %  |

### 隣接する市
ブラーケルは、西はバート・ドリーブルク、北西はマリーエンミュンスター、北東はヘクスター、東はベーヴェルンゲン、南東はボルゲントライヒ、南はヴィレバートエッセンと境を接する（いずれもヘクスター郡）。

### 市の構成

ブラーケルの地区図

- アウエンハウゼン（118人）、フローンハウゼン（328人）、ハンペンハウゼン（43人）は、ブラーケルの最も高い位置にある。この 3地区はヘッゲドルファーとも呼ばれる。これらの村は1142年から1147年までの間に初めて記録されている。12世紀から13世紀にはゲールデン修道院がこの集落の所有権を有していた。
- ベラー（201人）
- ベラーゼン（682人）はブルーフタールの広い森の縁に位置する。ベラーゼンは『ノルトライン＝ヴェストファーレン州のツーリズムのモデル村』とされている。ベラーゼンは、アネッテ・フォン・ドロステ＝ヒュルスホフの『ユダヤ人のブナの木』の「Dorf B.」（B村）として国際的な名声を得ている。
- ベーケンドルフ（781人）は、1965年に創設 1000年を祝った。ベーカーホーフ城は、アネッテ・フォン・ドロステ＝ヒュルスホフ、グリム兄弟、クレメンス・ブレンターノ、ヨーゼフ・ゲレス（ドイツ語版、英語版）らによるロマン主義者サークルの中心であり、現在は文芸博物館になっている。ベーケンドルフ野外ステージは、ドイツで最も訪問者の多いステージの一つである[6][7]。
- エルケルン（568人）の村落の前身は、9世紀に最初の記録が遺る農園群である。
- ゲールデン（873人）は、868年に初めて記録されている。この集落は、エッゲ山地東斜面のエーゼ川の谷に位置しており、ツーリズムの村落となっている。1141年に創設されたベネディクト会女子修道院は大きな影響力を持ち、ヴァールブルク地方に多くの所領を有していた。ロマネスク様式の修道院教会はヴェストファーレンで最も大きな音の鐘を有している。
- ヘンプゼン（973人）は、800年にはすでに最初の記録がなされている。ネーテガウの森の豊富な山地の中に位置している。
- イストルプ（655人）
- レーダー（284人）は、城館（1750年）、シュロスブラウエライ・レーダー（ブルワリー、1686年から操業している）、ヨハン・コンラート・シュラウンによって1716年に建設された教会によって知られている。
- リーゼル（585人）
- シュメヒテン（216人）
- ジデッセン（429人）
- ブラーケル（9,750人）中核市区

（括弧内は 2014年12月31日現在の人口である）

## 歴史
ブラーケルは、836年頃にベネディクト会修道士によって「villa brechal」という表記で初めて記録された。この集落はネーテガウに位置していた。1213年の史料によれば、ヘルマン・フォン・ブラーケルが十分の一税収入を「Bracleの教会に」譲渡した。ブラーケルは無視できない商業都市へ発展していった。14世紀にこのハンザ都市は最盛期を迎え、パーダーボルン司教領内でパーダーボルン、ボルゲントライヒ、ヴァールブルクと同格の首都として独自の裁判権と市場開催権が与えられた。
ブラーケルのハンザ都市との関係は、その創設初期の中世にまで遡る。この街の文献上の初出は前述の通り 836年で、聖ヴィトゥスの遺骨をパリ近郊サン＝ドニからコルヴァイ修道院に移送したできごととの関係で記述されているが、これによって証明されている「villa brechal」集落はすでに、2本の交易路が交差する地点に建設されていた。交通の要衝である事に加えて、拡大が可能な地形であったことが中世初期の都市建設の誘因となったのである。ここは、12世紀にブラーケル領主家の本拠地となった。ブラーケルの発展には初めから交易商人が決定的に重要な部分を担っていた。それは、ヴェストファーレンの多くの都市計画に対して指導者層がなした貢献に匹敵した。ブラーケルを通るヘルヴェークリニー（街道）は、交易の伝統的な経済基盤となった。
ハンザの有力都市であったパーダーボルンはブラーケルをハンザ同盟の一員とし、早い時期からハンザ交易に参加させた。特に13世紀から14世紀にその交易範囲は、バルト海地域のハンザ都市にまで及んだ。バルト海地域で当時（15世紀）のブラーケル貨幣が見つかることが、この交易を物語っている。
この街の全般的な地位は15世紀に低下した。市外にブレーデ修道院が創設された。
三十年戦争は、ブラーケルにもその痕跡を残した。1803年、プロイセンが本市を併合し、ブラーケルを郡庁所在都市に指定した。一時的なフランス統治の後、郡庁は1832年に最終的にヘクスターに移された。
第二次世界大戦末期、1945年4月5日に、ブラーケルはアメリカ陸軍第1歩兵師団第16歩兵連隊によって戦闘のないまま占領された。

### 市町村合併
1969年12月2日のヘクスター郡の新設に関する法律に基づき、1970年1月1日にそれまで独立した町村であったベラー、ベラーゼン、ベーケンドルフ、エルケルン、ヘンプゼン、ヒンネンブルク、イストルプ、レーダー、リーゼル、シュメヒテンおよびブラーケル市が、新たなブラーケル市として統合された。それまでのアムト・ブラーケルは廃止された。
1974年11月5日のザウアーラント/パーダーボルン地域の市町村および郡の新設に関する法律（ザウアーラント/パーダーボルン法）に従い、1975年1月1日の同法の発効に伴ってヘクスター郡と旧ヴァールブルク郡が合併した。それまでアムト・ドリンゲンベルク＝ゲールデンの独立した町村であったアウエンハウゼン、フローンハウゼン、ハンペンハウゼン、ジッデセン、ゲールデン市はブラーケル市に併合された。
この新たな体制に伴って、ブラーケルを郡庁所在地とするか否かが議論された。新しい郡の中心に位置していることはブラーケルにとって有利であるように思われた。しかし、この新たな郡の郡庁所在地は結局ヘクスターに決定した。

## 住民

### 宗教

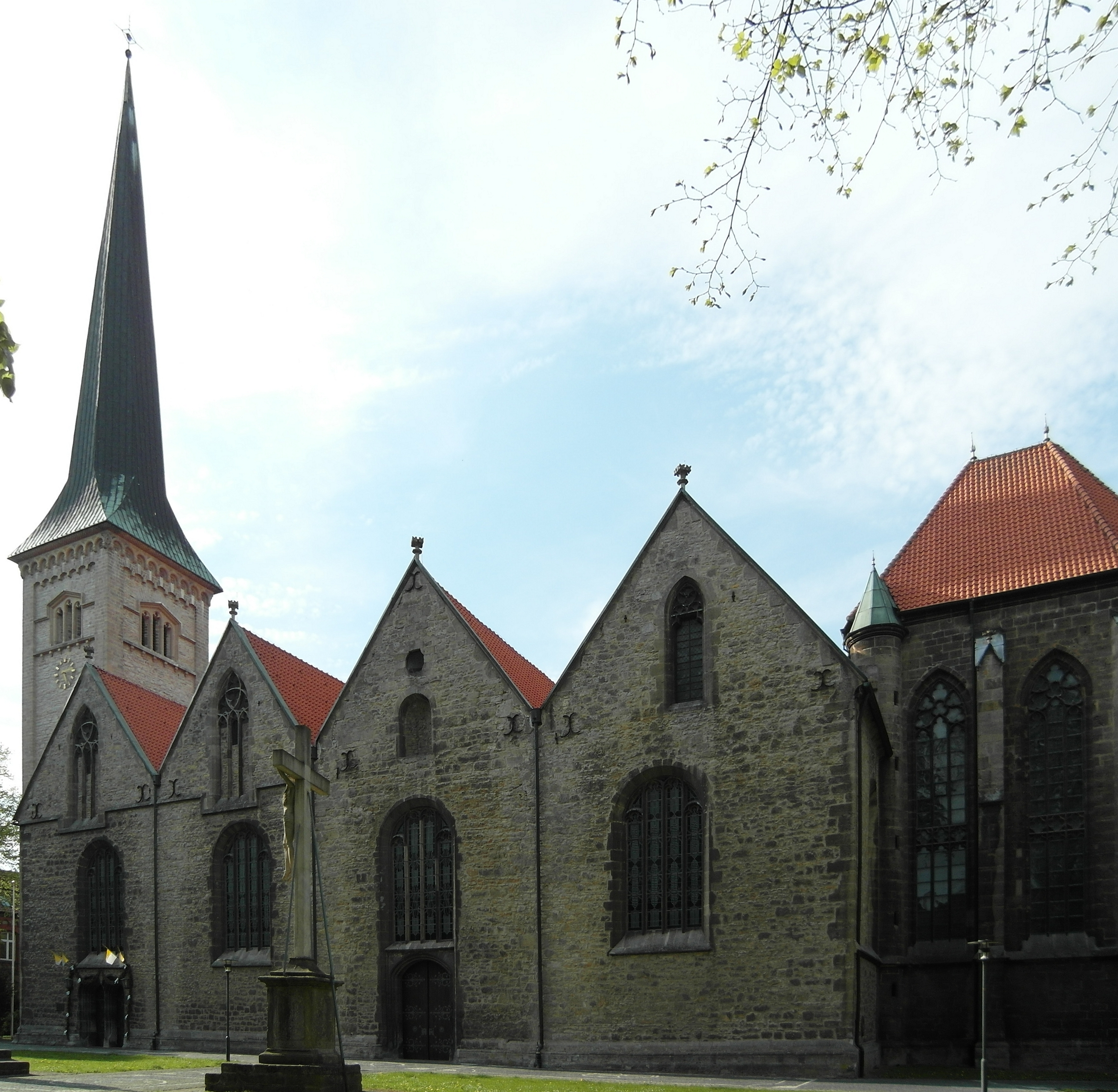
カトリックの市教区教会聖ミヒャエル教会

かつてパーダーボルン司教領に属していたことから、ブラーケル市民は伝統的にカトリック信者が多数を占める。現在の宗教分布を知る手がかりの一つが、ブラーケルの学生に対する所属宗教団体の調査である。この調査によれば、2006年/2007年の学期では学生の 18.5 % が福音主義、63.3 % がカトリック、5.4 % がイスラム教に所属した。7.6 % がその他の宗教団体に所属し、無宗教は 5.2 % であった
市内には、「ブラーケラー・ラント司牧地区」と総称されるブラーケラー・ベルクラントおよび「ネーテガウ」司牧連盟に属す13のカトリック組織がある。これらはパーダーボルン大司教区ヘクスター首席司祭区に属す。教会組織は、ブラーケルの聖ミヒャエル教会、ベラーゼンの聖マイノルフ教会、ベーケンドルフの聖ヨハネス・ネポムク教会、レーダーの聖カタリーナ教会、リーゼルの聖マリエン教会、イストルプの聖バルトロメウス教会、フローンハウゼンの聖バルトロメウス教会（アウエンハウゼンとハンペンハウゼンはこの教区に含まれる）、ゲールデンの聖ペテロおよびパウロ教会、ジッデセンの聖アガータ教会、シュメヒテンの聖フィリプスおよびヤーコブス教会、エルケルンの聖ペトリ教会、ヘンプゼンの聖ヨハネス教会、ベラーの聖ヨーゼフ教会である。

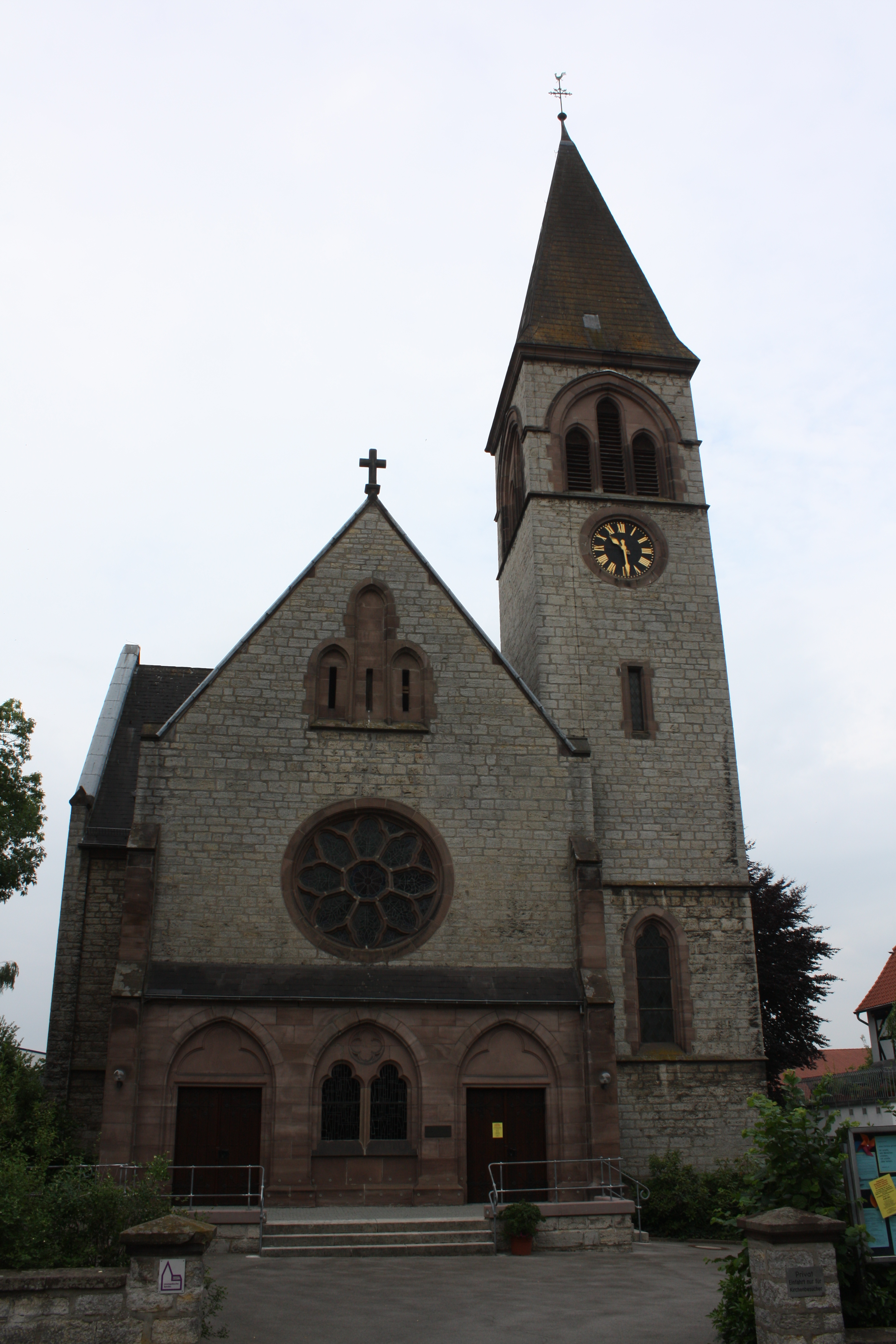
福音主義の復活教会

1560年頃、ブラーケルで宗教改革がなされた。1580年には全ての信者がプロテスタントの教義を信仰した。1602年から1604年までパーダーボルン司教ディートリヒに対する典礼書論争が起こり、その結果1611年にブラーケルは服従させられ、デッペ司祭の下で完全に再カトリック化された。1831年からカプチン教会が福音主義の信者と共同で使用できるようになった。1844年、この街に福音主義の組織が形成され、1912年に固有の教会を有した。この復活教会は、ヴェストファーレン福音主義教会のパーダーボルン教会クライスに属す。

### 人口推移
以下の表に、1975年以降の各時点における市域内の人口推移を示す。1975年からの値は、ノルトライン=ヴェストファーレン州情報・技術局統計部門の公式な研究値である。1987年の値は人口調査の結果であり、1990年以降はこの結果に基づく推定値である。
| 時点              | 人口（人） |
| ----------------- | ---------- |
| 1975年 (12月31日) | 15,436     |
| 1980年 (12月31日) | 16,181     |
| 1985年 (12月31日) | 15,700     |
| 1987年 (5月25日)  | 14,893     |
| 1990年 (12月31日) | 15,743     |
| 1995年 (12月31日) | 17,493     |
| 2000年 (12月31日) | 17,861     |
| 2005年 (12月31日) | 17,581     |

| 時点              | 人口（人） |
| ----------------- | ---------- |
| 2008年 (12月31日) | 17,184     |
| 2010年 (12月31日) | 16,886     |
| 2011年 (12月31日) | 16,704     |
| 2012年 (6月30日)  | 16,651     |
| 2012年 (12月31日) | 16,722     |

## 行政

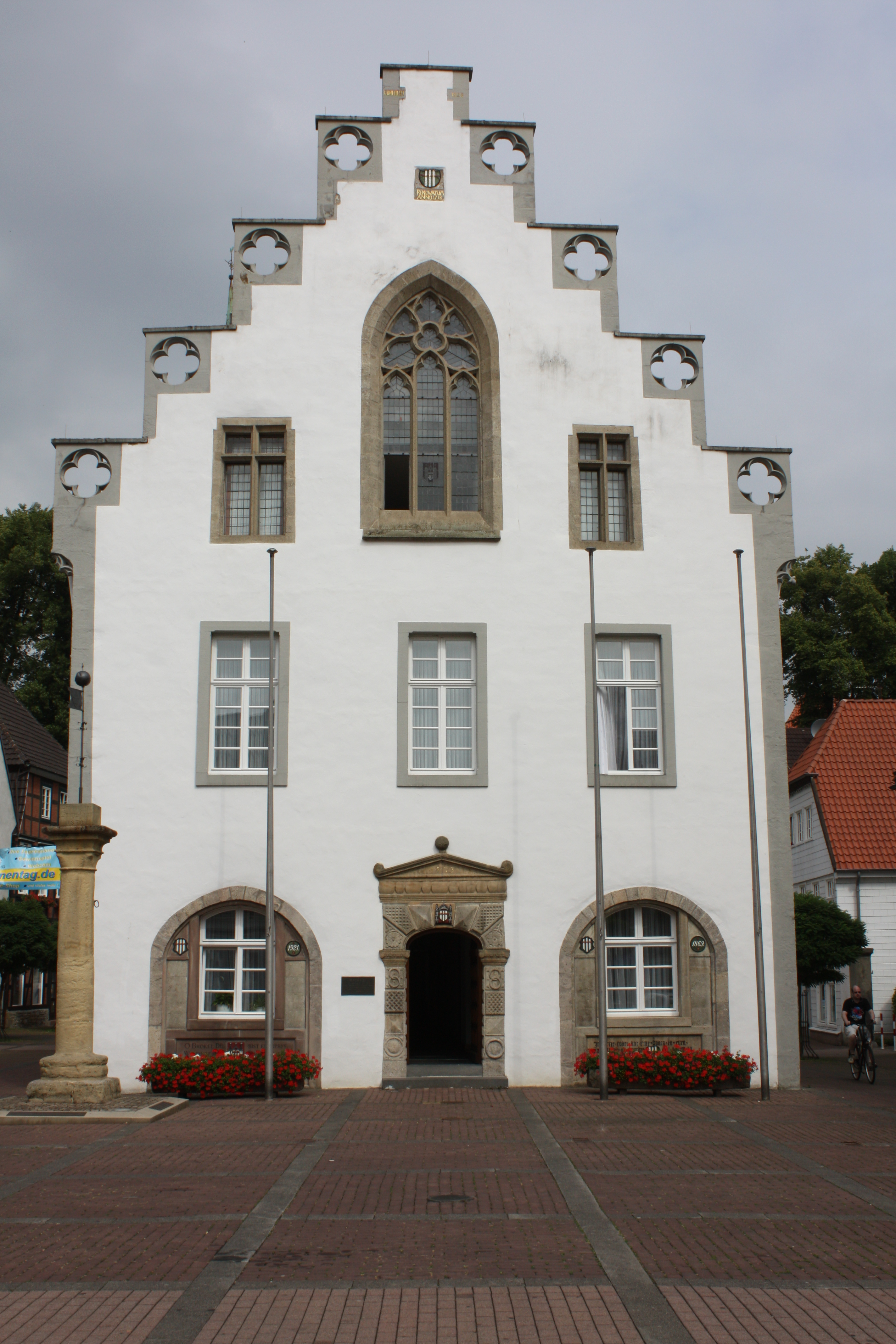
ブラーケル市庁舎

### 市議会
ブラーケルの市議会は、32議席からなる。

### 市長
2009年まで、ブラーケルの市長はフリートヘルム・シュピーカー (CDU) であった。彼は1999年9月12日の選挙で 64.3 % の票を獲得して当選し、2004年9月26日の選挙で 65.5 % の票を得て再選された。2009年の選挙でシュピーカーは立候補しなかった。彼は市長選挙と同時に行われた郡長選挙でヘクスター郡の郡長に選出された。
2009年8月30日の市長選挙では、ヘルマン・テンメ (CDU) が64.3 % の票を獲得して市長に選出された。テンメは、2014年の市長選挙で 71.7 % の票を得て、市長に再任された。

### 紋章、幟、旗、印章
ブラーケルは、1974年12月19日のデトモルト行政管区長官の文書によって、紋章、幟、旗、印章の使用を認められた。
紋章の記述: 赤地。上部を装飾破風でつながれた2本の銀色（白）の尖塔の間に、緑地に3本の銀色（白）のストライプがある盾。内部の盾上部には赤い帯があり、その中に3つの金色（黄色）の珠が描かれている。
解説: 1227年のブラーケル硬貨にも描かれている門の柵が描かれた小盾は、1268年に男系後継者が断絶するまでこの街の都市領主であったブラーケル家の紋章である。市庁舎南側の、おそらく16世紀に作られた紋章石には、ブラーケル家のこの紋章だけが描かれている。18世紀のパーダーボルンの紋章台帳にもブラーケルの紋章としてこの紋章だけが描かれている。13世紀末からブラーケル市は上述の文言で記述される印章を用いていた。1316年から使用された市の印が現在私立文書館に保管されている。1907年に紋章が新たに制定された際、市は1316年のこの印をモデルとした。ブラーケル家の紋章の配色は、市の色と一致している。この形の紋章は、1908年3月18日に王の認可を得た。
幟: 長辺と並行に緑と白に二分割。中央上半分に市の紋章。
旗: 長辺と並行に緑と白に二分割。中央旗竿寄りに市の紋章
印章: 上部に「STADT」、下部に「BRAKEL」の文字。印面は市の紋章が線描で描かれている。
- 1316年の印章
- 現在の市の印章
- 市の紋章
- 幟
- 旗

### 姉妹都市
- ウェッテレン（ドイツ語版、英語版）（ベルギー、オースト＝フランデレン州）1971年
  - Wetterenとの姉妹都市締結は、1995年までこの街に駐留していたベルギー軍第43砲撃大隊に由来する。姉妹都市関係は、定期的な相互訪問によって、広がりと強さを増している。
- ツィルコフ（ドイツ語版、英語版）（ドイツ、メクレンブルク＝フォアポンメルン州）1991年
  - 町村の自治運営制度採用に伴い、その補助を行うための行政レベルの実務訪問の後、しだいに友好的なサークル間での交流が行われるようになった[23]。

この他にブラーケルは新ハンザ同盟に加盟している。

## 軍事
1955年3月9日、イギリス軍はアウエンハウゼン地区のボルゲントライヒ寄りに、新たなレドームを持つレーダー陣地を建設した。ドイツ空軍は、1959年4月1日に早期警戒基地を譲り受け、1960年から第331航空連絡隊を編成した。これは後に第33通信連隊第III部隊および第34通信連隊第I部隊となった。1980年代にこの施設は、ボルゲントライヒの第15レーダー大隊に属すこととなった（1993年まで）。現在も空軍 Abgesetzter Technischer Zug 242 の40人の隊員が駐屯している。地理上、ここは空軍 Einsatzführungsbereich 2 の隷下にある。
これに加えて、ブラーケルは1966年6月から1995年5月30日まで、ベルギー軍第43A砲撃大隊の Maenhout 兵舎があり、移動式対空ミサイル MIM-23 ホークが配備されていた。レーダー地区のレーダー陣地やボッセボルン、バート・ドリーブルク、ティーテルゼン、ヴィレバートエッセンの対空ミサイル陣地は、これに属した。

## 文化と見所

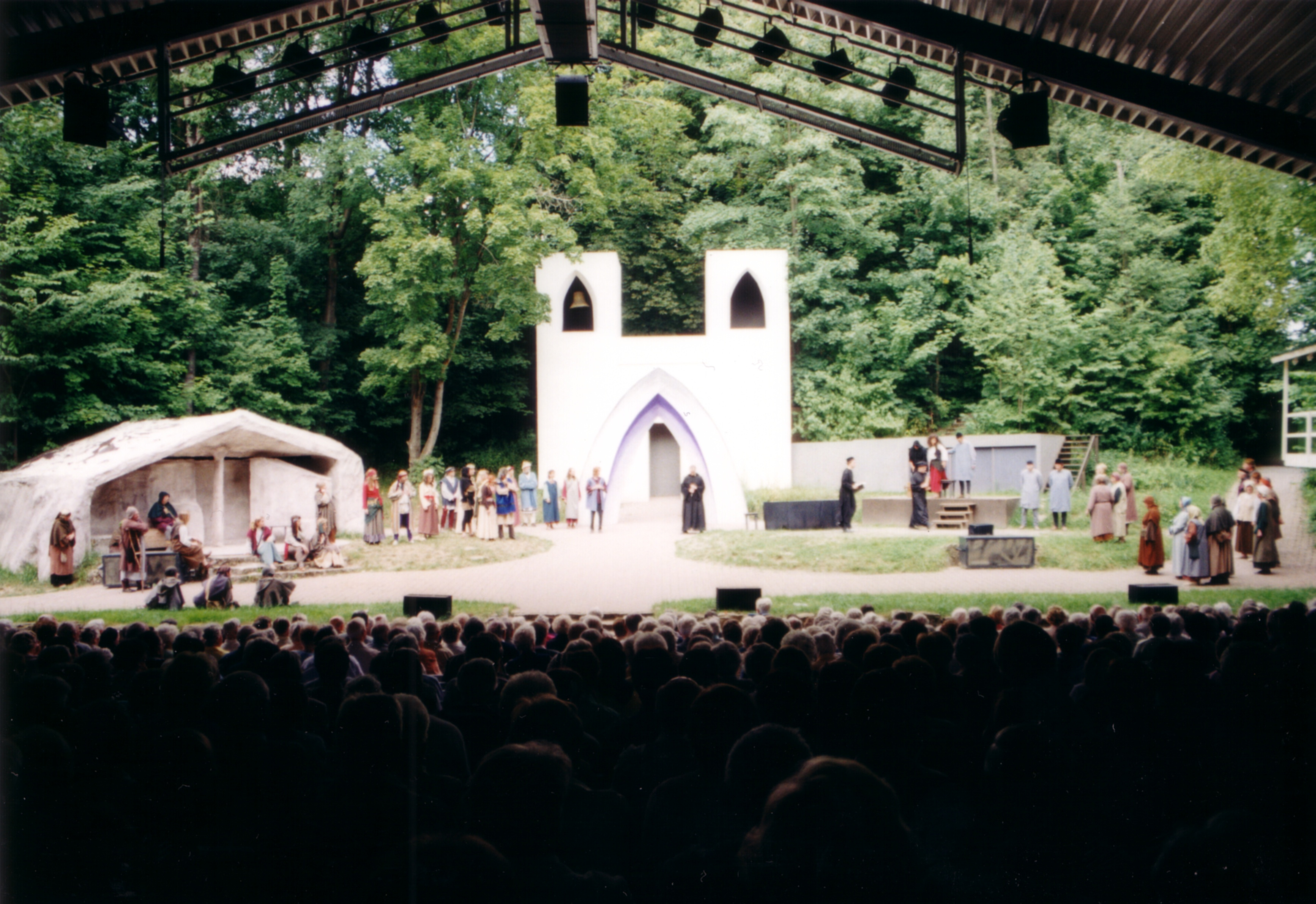
2003年の「ノートルダムの鐘」上演の様子

### 演劇
ベーケンドルフ野外ステージでは、1958年から1963年まで、毎年子供向けと大人向けの演劇上演がなされていた。このイベントは1977年から復活した。演劇シーズンは5月末から9月初めまでである。

### 博物館
郷土・博物館協会は、ブラーケルの「ハウス・デス・ガステス」の上階に市博物館を運営している。約 100 m2 のスペースに新石器時代から現代までの市の発展を展示している。展示されているのは、石器時代の道具、陶器、ガラスや金属の出土品、ユダヤ教の讃美歌集などである。
飾り金具を製造している FSB フランツ・シュナイダー社は、その敷地内に会社の歴史に関する物品（たとえば広告キャンペーンのモデルやモチーフなど）を展示する博物館を有している。この博物館にはデザインの歴史に関する図書館が併設されている。
レーダー軽騎兵博物館は 2003年から存在しており、レーダー城の付属建造物内に入っている。ここには、19世紀から20世紀のパーダーボルンやノイハウス城の軽騎兵の制服や装備品を展示している。ここには皇帝時代や18世紀の展示品もある。
ベラーゼンのウアドルフ博物館は、2000年までのゲルマン人に関する展示を行っている。木組み建築の中に村の博物館も入っている。

### 音楽
ブラーケルには 2つのファンファーレ隊、3つの合唱団、4つの楽隊、その他 5つの音楽グループ・サークルがある。
2011年から毎年、ブラーケルでサマー・シティー・ビーツが開催される。

### 建造物

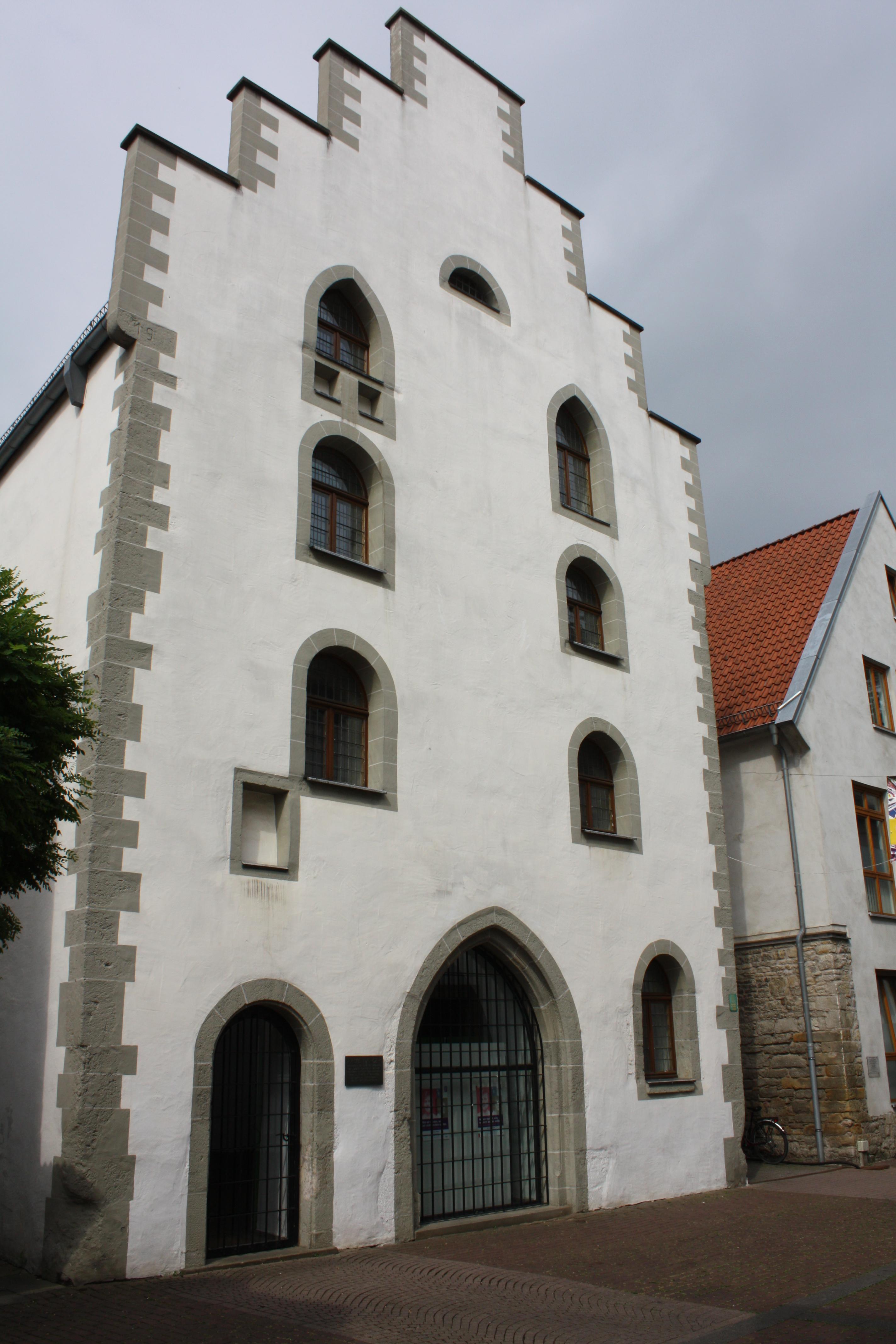
アルテ・ヴァーゲ

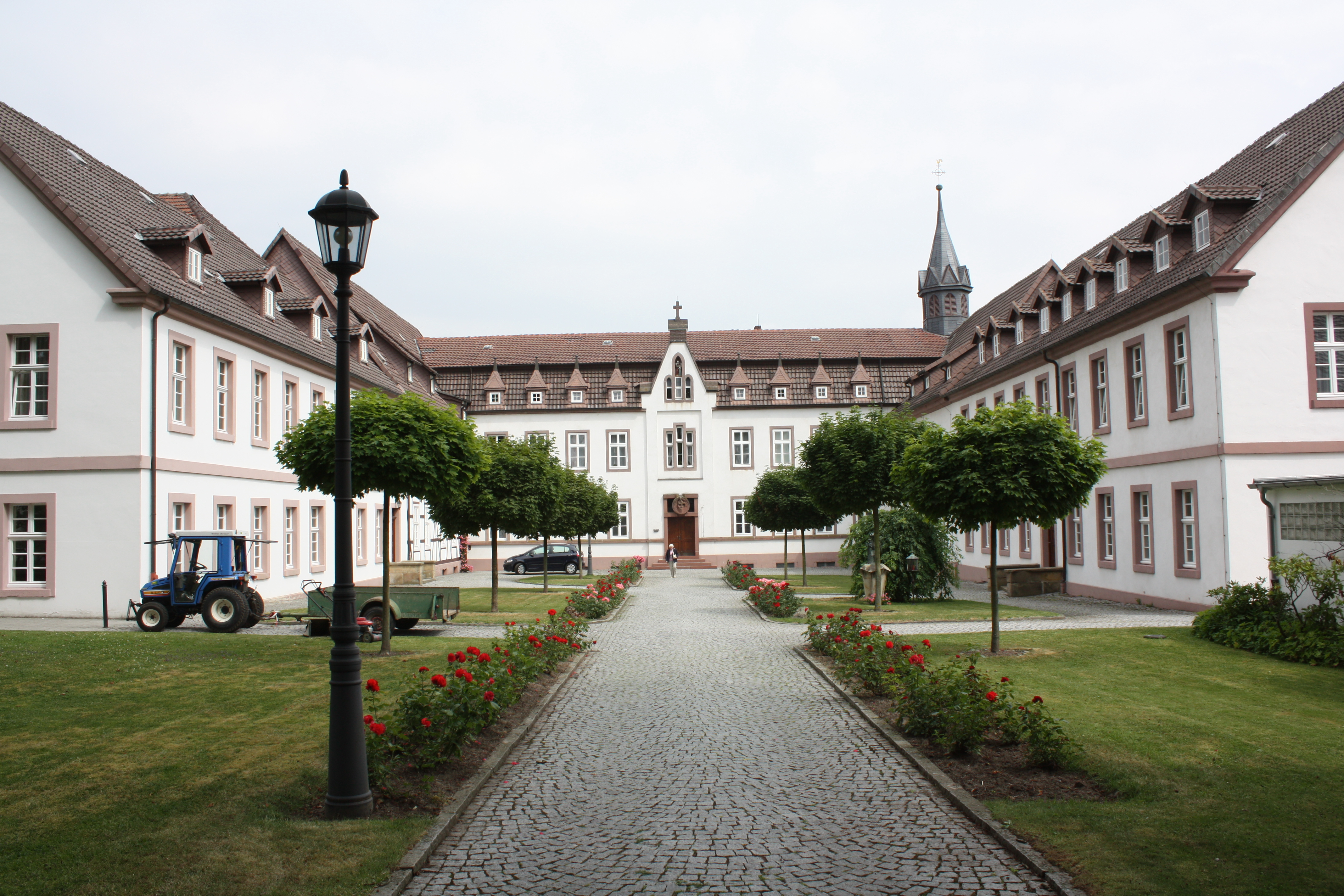
マリア・オプフェルングスタール修道院

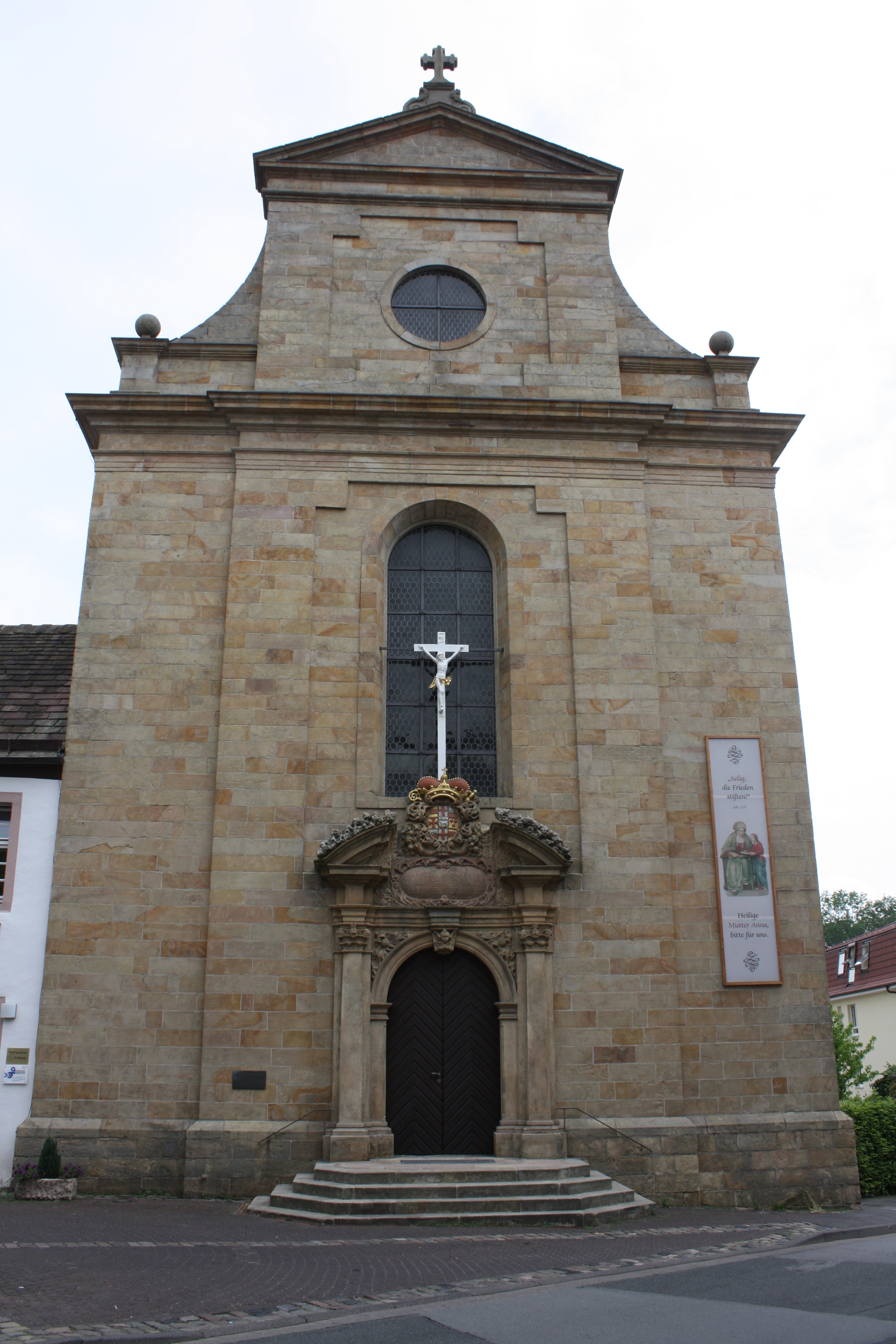
カプチン会教会

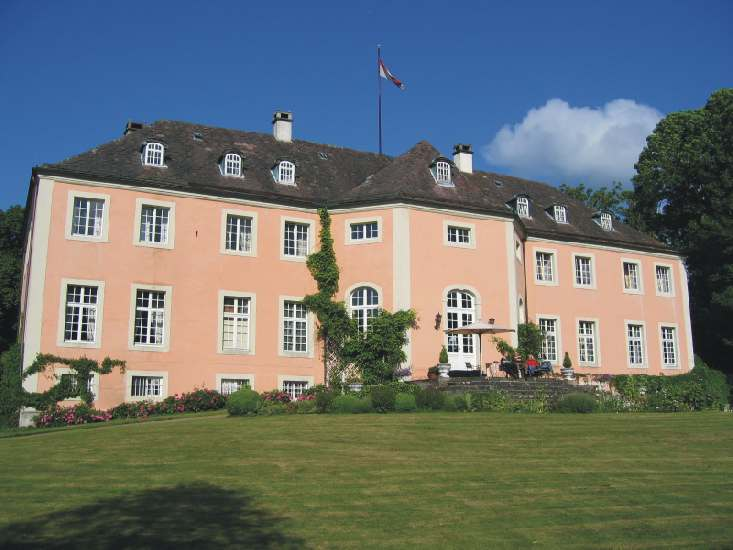
レーダー城

アルテ・ヴァーゲ（旧計量所）は、1350年頃フォン・モデクセン騎士家の建物として建設された。その破風はゴシック様式で造られた。この建物は1479年に市に質入れされ、1553年に市の所有となった。1840年までここは市の計量所が入居していた。1868年に修復され、かつて穀物倉庫として使われていた上階は住居に改築された。1階は消防署となった。1980年からは市の会議場、市立文書館、展示スペースがこの建物に入居している。
八角形のアンネ礼拝堂は1719年に建設された。代官で貴族のヘルマン・ルートヴィヒ・フォン・アッセブルクは、オディーリー・エリーザベト・フォン・ハクストハウゼンと共同でこの礼拝堂を建設すると決心した。彼の死後、妻マリア・エリーザベト・ツー・シェルがこの礼拝堂を建設した。この礼拝堂は、1700年7月21日から始まったアンネの行進の参詣地となった。
ブレーデのマリア・オプフェルングスタール修道院は、1483年に創設された。ベルンハルト・アッセブルクとディートリヒ・アッセブルクの兄弟は、この修道院のために土地や資金面での協力をした。1490年、女子アウグスティノ会の設立がパーダーボルン司教ジモーネによって確認された。修道女たちは、ギムナジウム、寄宿舎付きの学校、幼稚園を建設した。この修道院はやがて閉鎖され、この建物内にはシュレン・デア・ブレーデが入居した。これはパーダーボルン大司教本部のブレーデ学校法人が運営する私立ギムナジウム、職業補習高等専門学校、実科学校である。
教区教会聖パウロおよびペテロ教会は、かつて、1142年に創設されたゲールデンのベネディクト会女子修道院の修道院教会であった。教会は、1150年から1190年までの間にロマネスク様式の列柱バシリカとして建設された。この教会の調度はバロック様式である。鐘の音はヴェストファーレンで最大とされている。17世紀後半にバロック様式の修道院建築に建て直された。1810年に修道院は廃止され、建物はボホルツ伯に売却され、城館に改築された。この城館は現在、家族向け保養所として使われている。
ブラーケルの北の山頂にヒンネンブルク城がある。この城は1237年に初めて文献に記録されている。初めは騎士バルトルト・フォン・ブラーケルが所有していたが、後にブルヒャルト・フォン・アッセブルクのものとなった。建物は、17世紀と18世紀に建て直された。ルネサンス様式の本館は4階建てで、南に隅塔がある。
カプチン会教会は、ヨハン・コンラート・シュラウンの最初の作品として1715年から1718年に建設された。カプチン会修道士らは 1645年にブラーケルに入り、初めは施療教会を礼拝に用いていた。司教領主のフランツ・アルノルト・フォン・ヴォルフ＝メッテルニヒ・ツア・グラハトがシュラウンに新しい教会の建築を依頼した。カプチン会の管区長は、シュラウンの最初の設計を拒否し、バロック様式の教会ファサードをより簡素なものに修正した。教会の入口の上には司教の紋章が掲げられている。
カトリックの教区教会聖ミヒャエル教会は、長方形の内陣を持つホール教会である。1998年の修復により最初の教会は9世紀から12世紀まですでに存在していた。現在のロマネスク教会は翼廊と3つのアプスを持つ列柱バシリカとしてヴェルナー・フォン・ブラーケルによって建設された。アプスは14世紀に取り壊され、ゴシック様式の本祭壇に置き換えられた。塔の屋根もゴシック様式に葺き替えられた。教会は 1517年に焼失し、南の側廊が新設された。19世紀に塔が解体され、新しい塔が建てられた。1349年にはすでにオルガンが設置されていた。現在のオルガンはブラーケルの画家ヨハン・ゲオルク・ルドルフィの4枚の絵によって装飾されている。さらに、1622年の講壇、1748年の本祭壇、アッセブルク家とハクストハウゼン家の墓石がある。
モデクサー塔は、1383年に初めて記録されている。この塔は、国境防塞とブラーケル市との間の見張り塔として使われていた。この名前は、14世紀半ばに荒廃したモデクセン農場群に由来する。
市庁舎は 13世紀に建設された。この階段破風には四つ葉型装飾が穿たれている。南の入口はルネサンス様式で造られ、1573年の銘を持つ。コルプボーゲンと装飾的な切石の縁が見られる。
マルクト広場のゴシック様式のローラント柱は、14世紀に造られ、5.45 m の高さがある。この柱はブラーケル市の市場開催権を示しており、後にさらし柱として使われた。
レーダー城館は、1750年に水城として建設された。簡素な領主館内のロココスペースは化粧漆喰で飾られている。中央ホールには、天井に神話画、壁に家族の肖像画が描かれている。ある小部屋には1770年中国製のタペストリーがある。ブルヒャルト・フォン・メンゲルゼンは、この時代にヨハン・コンラート・シュラウンに付属建造物を設けさせた。1970年代初めにヴェーザー砂岩の板で新たに屋根が葺かれ、建物は新たに化粧漆喰が施された。付属建造物には現在小さな軽騎兵博物館があり、18世紀からブルワリーが入居している。
- アンネ礼拝堂
- 聖ペテロおよびパウロ教会
- モデクサー塔
- ローラント柱

### 公園と自然文化財
グーツパルク・アベンブルクは私有地で、一般公開されていない歴史的な風景庭園であり、広さは約 1 ha である。アネッテ・フォン・ドロステ＝ヒュルスホフは、19世紀前半のこの庭園の様子を以下のように描写している。「家から約 200歩（静かな方へ）、小高く幅広い木陰の径が中央で途切れ、堂々としたシナノキ（セイヨウボダイジュ）があり、その周囲に石のテーブルとベンチがある。」主館の東は、広葉樹や針葉樹に囲まれた草地と池につながっている。これとは別の切石の壁の南は、おそらく実用園として農業に利用されていた。現在もアネッテ・フォン・ドロステ＝ヒュルスホフが描写した辺りは、丘とシナノキが見られる。おそらく木陰の径の名残であるクマシデも数本遺されている。庭園の東部は、館周辺と同様に、洗練されている。池の周りの地域は野生化されている。

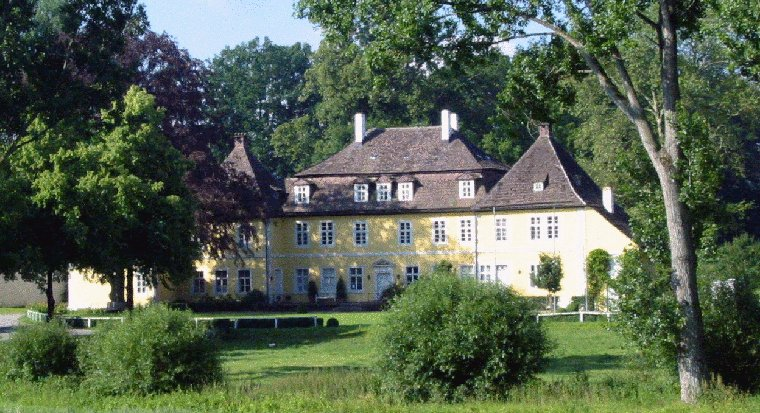
ベーカーホーフ城

グーツパルク・ベーカーホーフは広さ約 3 ha の歴史的な庭園で、一般に立ち入ることができる。この庭園の最初の証拠は18世紀後半に見られる。城館庭園草地の数本のブナ、マロニエ、トウヒ、ニレや立派なプラタナス の古木が創設期からの生きた証拠である。この庭園を際だたせているのは、この庭園の北と西の境界をなしている数百 m の木立の径である。ここには主にクマシデの木が植えられており、濃密な葉の屋根を形成している。この木陰の径は、元々庭園の南側の境界をもなしていた。主館前の広場には、セイヨウツゲの木を取り囲む円形芝生花壇と、球形に刈り込まれたセイヨウツゲの木立がある。

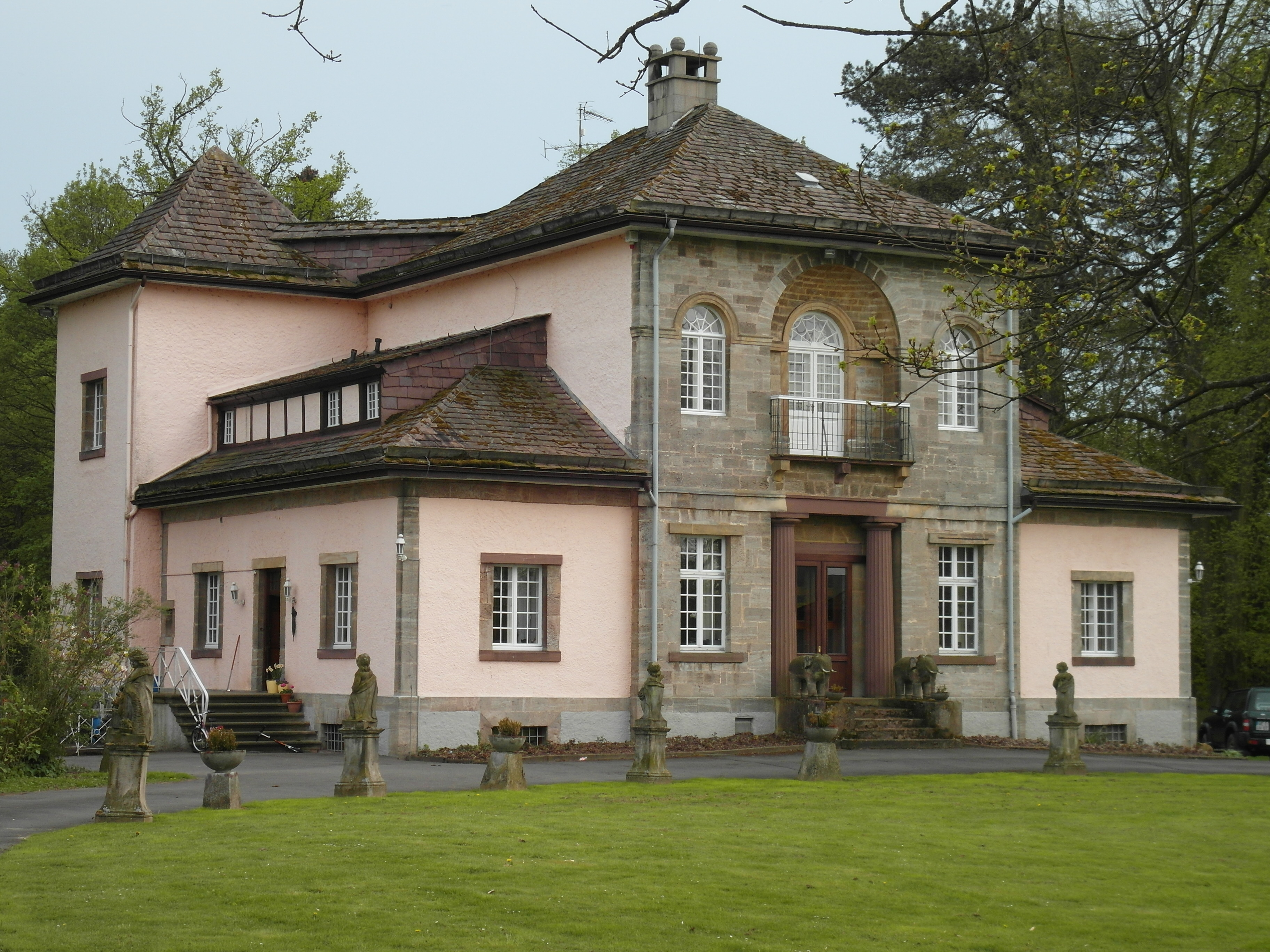
グーツパルク・ハインハウゼン

グーツパルク・ハインハウゼンは私有で、一般公開されていない広さ約 3 ha の歴史的な風景庭園である。農場への誘導路沿いに、バロック様式の小人を象った彫像や、ヒンネンブルク城の旧バロック庭園にあった台座の上に鉢植えなどが飾られている。広葉樹の林や針葉樹の木がある芝生広場や、古いオークの木が点在する草地などが庭園内にある。
ヒンネンブルク城館庭園は、元々 15 ha の広さがあった風景庭園である。城の敷地の外側は、遊歩道を経由して一般の立ち入りが可能である。この庭園は、多くが森に覆われ、このため考古学的な調査で庭園と判るだけである。現在放牧地として使われている上部の開けた部分は、かつてバロック様式のガーデンテラスだった場所で、現在でも階段を見ることができる。
クールパルク・カイザーブルンネンは、広さ約 18 ha で一般に立ち入ることができる。この公園は、18世紀から知られている硫黄分を含んだ鉱泉を有しており、この鉱泉が経済利用されるようになった後に造営され、1913年に大幅に拡張された。ブルンネンハウス（源泉の建物）は1960年代初めに建設された。2つの大きな池の周りに周遊路があり、外テラスのある森のレストランや子供遊戯広場がある。ブルンネンアレーの反対側、公園の西部は、カイザー＝ヴィルヘルム＝ハイン（林）と名付けられている。ここにある記念碑は、皇帝ヴィルヘルム2世の栄誉をたたえて1908年に市が設置したものである。これは1907年の皇帝行幸でこの地を訪れたことに由来する。

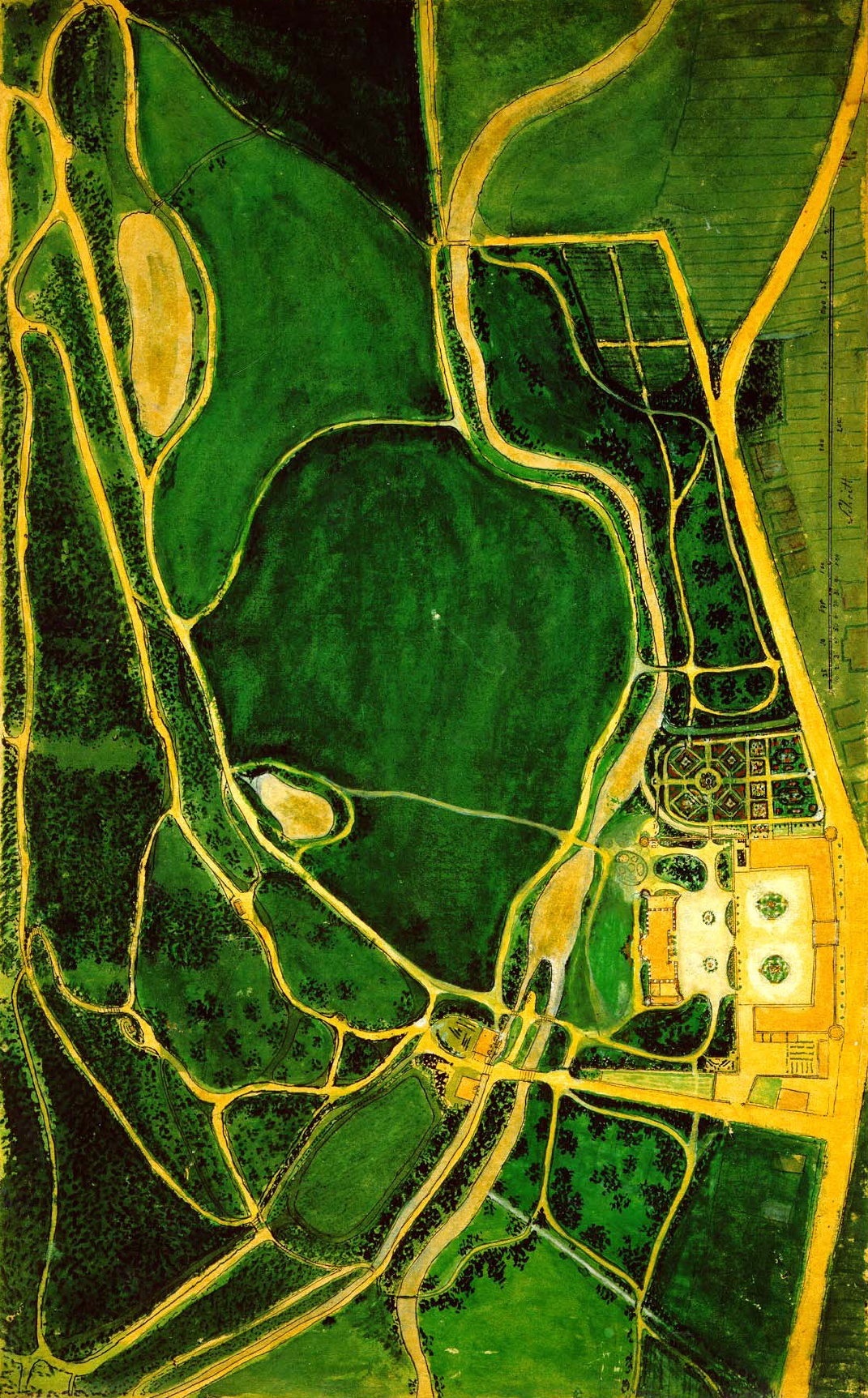
レーダー城の庭園の造園プラン

現在広さ 8 ha のレーダー風景庭園は、同名の城館に付属する私有地である。城館付近は一般の立ち入りが禁止されている。この公園の主な特徴は、城館庭園側の広い景観軸にある。この公園は、2つの池を持つ広い原地から濃密な森への変化によって構成されている。このため多くの小径や階段が設えられている。1949年以降、この公園はジーゼベルク自然保護地区に指定されている。
数百メートルの距離があるカタリーネン礼拝堂の巡拝路は、一般に立ち入ることができる。このカタリーネンベルクの小径は、マロニエやシナノキが並ぶ並木道となっている。
ゲールデン城館公園は広さ 2 ha で一般に立ち入ることができる。この公園は、19世紀の初め、それまで修道院の実用園であった城館北側に造られたもので、
その構成要素としてグロッテ（人工洞窟）のある小さな池を持つ。植えられているのは、セイヨウハルニレやその他の樹木、特に、ヨーロッパブナ（f. pendula および f. purpurea）、シカモアカエデが人目を惹く。だが、最も特殊なのは「ツヴェルフ＝アポステルリンデ」（十二使徒のシナノキ）と呼ばれる、修道院時代の初期から生えているドイツで3番目に古いシナノキである。言い伝えによれば、修道女たちが十二使徒にちなんで12本の若いシナノキを植えた。しかし、あまりに近づけて植えたためこれらが1本の木になったと言われている。現在その幹周りは約 8 m、樹幹の直径は 30 m 以上である。もともと12本だった幹の痕跡は残っていない。この公園は1960年代に巨費を投じて改造された。

### スポーツ
地方サッカークラブ SpVg ブラーケルは1990年代に多くのシーズンをオーバーリーガ・ヴェストファーレンで戦った。現在その第1チームはランデスリーガから陥落し、7番目のクラスであるベツィルクスリーガに所属している。
この他に、DJK-ブラーケルは、子供や若者に多くのスポーツ種目を提供しており、大人向けにも球技から陸上競技を含めリハビリスポーツまで多くを提供している。
幅広いスポーツに対応するため、3階建ての体育館2棟と数多くの小さな体育館および運動場が用意されている。この他のスポーツ施設としては、アーチェリー場、ネーテ川でのカヌー競技、2つのミニゴルフ場、屋内乗馬場が4つ、ノルディック長距離スキー場、数多くのテニスコートがある。また、屋内・屋外プールもある。

### 年中行事
ブラーケルのアンナの日は、ヴェーザーベルクラントで最大の内市街教会祭である。この祭は8月第1日曜日を含む週末に開催される。

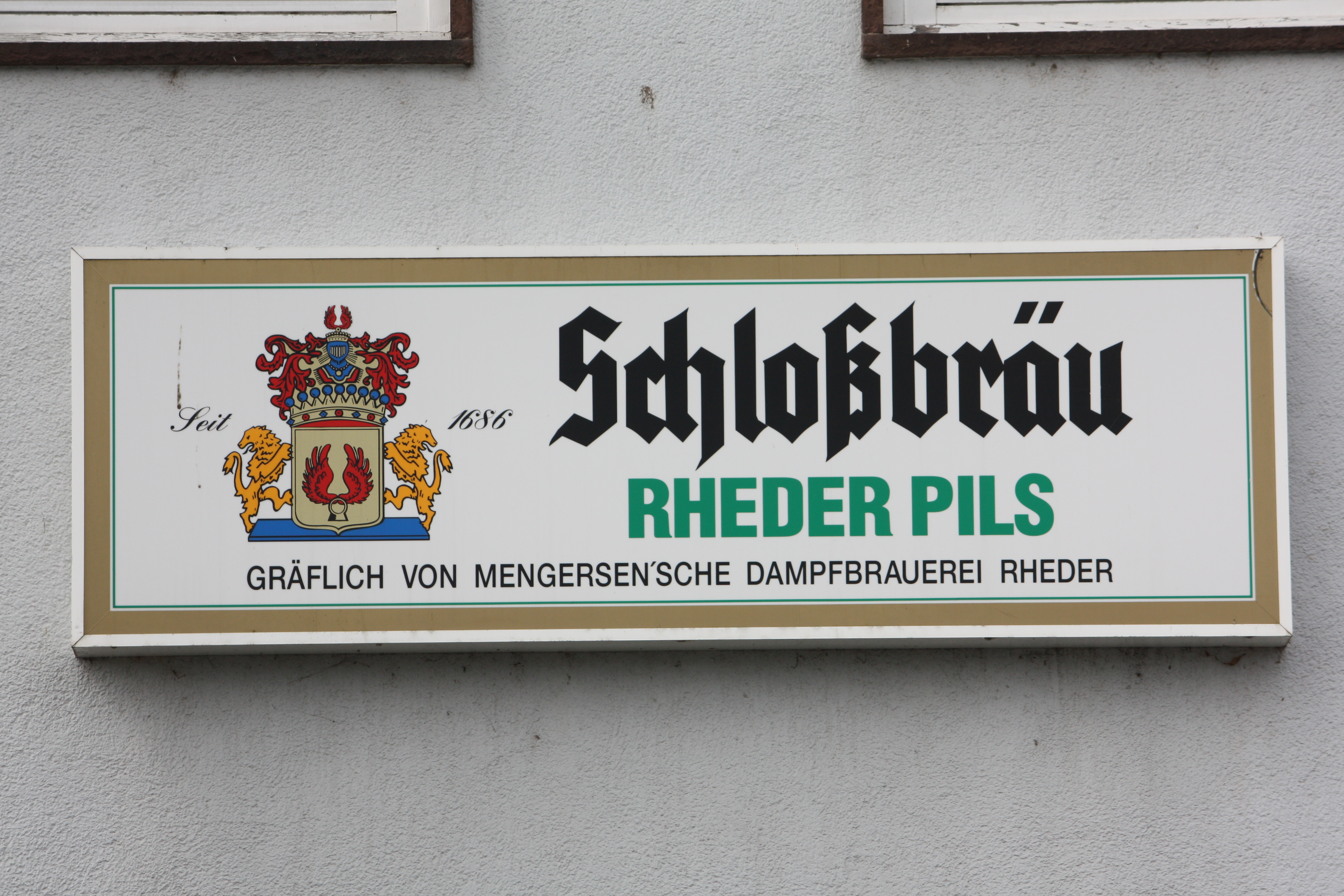
シュロスブロイのレーダー・ピルスの看板

### 郷土料理、食材
1686年7月2日から、レーダー城内でビールが醸造されている。このシュロスブロイ・レーダーのために自然保護地区から水が引かれている。ピルスナーの他に、口当たりの良いボックビールや記念ビールであるフザーレントルンクが作られている。後者は、プロイセンの第8ハンガリー連隊（フザーレンレギメント）にちなんだものである。

### 文学
童話『ブレーメンの音楽隊』は、ブラーケルでグリム兄弟に紹介されたと考えられている。彼らは、ハクストハウゼン男爵の招きに従って、ベーカーホーフである夏の一時期を過ごした。童話から読み取れる通り、音楽隊は泥棒を追い払い、その後泥棒の家に住んだため、ブレーメンには到着していない。この泥棒の家は、ブラーケルとボッセボルン（現在はヘクスター市）との間にあった。市立文書館にはこの小さな農家の写真がある。現在その場所には『ブレーメンの音楽隊』の記念碑が建っている。

## 経済と社会資本
郡の中央に位置することで、ブラーケルはかつて経済的に大きな発展を遂げ、この地域で最も成功した都市の一つとなっている。収入の拡大と失業率の抑制は、同規模の都市の平均よりも優れている。

### 交通

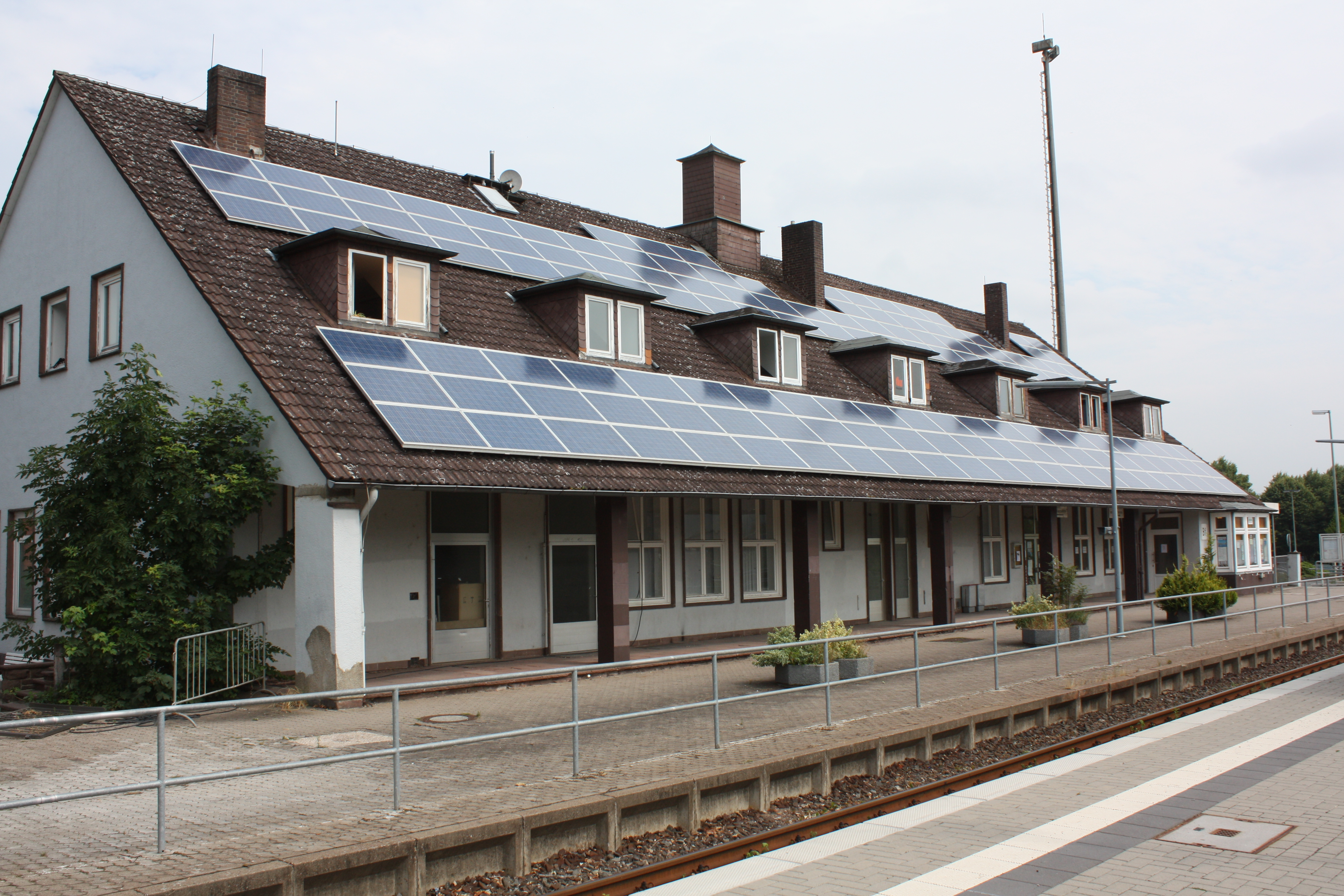
ブラーケル（ヘクスター）駅

ブラーケルは、連邦道 B64号線（ミュンスター – パーダーボルン – ブラーケル – ホルツミンデン – ゼーゼン）と B252号線（オストヴェストファーレン街道、ブロムベルク – ブラーケル – コルバッハ – マールブルク）とが交差する場所に位置している。
ブラーケル（ヘクスター）駅は、アルテンベーケン – クライエンゼン線の駅である。1時間間隔でRB84「エッゲ鉄道」（パーダーボルン – オットベルゲン – ホルツミンデン）がこの路線を利用する。この列車はオットベルゲンで、ボーデンフェルデ – ノルトハイム行きやゲッティンゲン行きに接続する。ホルツミンデンから先へは長い待ち時間を伴う乗り換えが必要である。
ノルトヴェスト鉄道による旅客近郊鉄道は、ボンバルディアのタレント車両を用いて運行されており、時速120 km まで対応できるDBバウライエ 643が導入されている。旅客公共交通全般は「ホーホシュティフト運賃（パーダーボルン＝ヘクスター近郊交通連盟）とその運賃地域を超える交通についてはNRW運賃が適用される。

### メディア
日刊紙としては、ノイエ・ヴェストフェーリシェとヴェストファーレン＝ブラットが週6日、地方ニュースを掲載して刊行されている。両紙の地方面を除く一般面は、それぞれのビーレフェルトにある中央編集局で作成される。また、年に4回パーダーボルン大司教区およびコルヴァイ地方では、パーダーボルン郡およびヘクスター郡向けに地方史、文学、芸術を扱った雑誌「ディー・ヴァルテ」が刊行されている。
ブラーケルは、西部ドイツ放送 (WDR) のビーレフェルト地方スタジオの放送エリアに属している。ブラーケルが属す旧パーダーボルン司教領は、1991年からローカルラジオ局としてこの地域のニュースをカバーするラジオ・ホーホシュティフトがあり、全国放送（たとえば WDR）に比べ高い聴取率を得ている。

### 公共機関

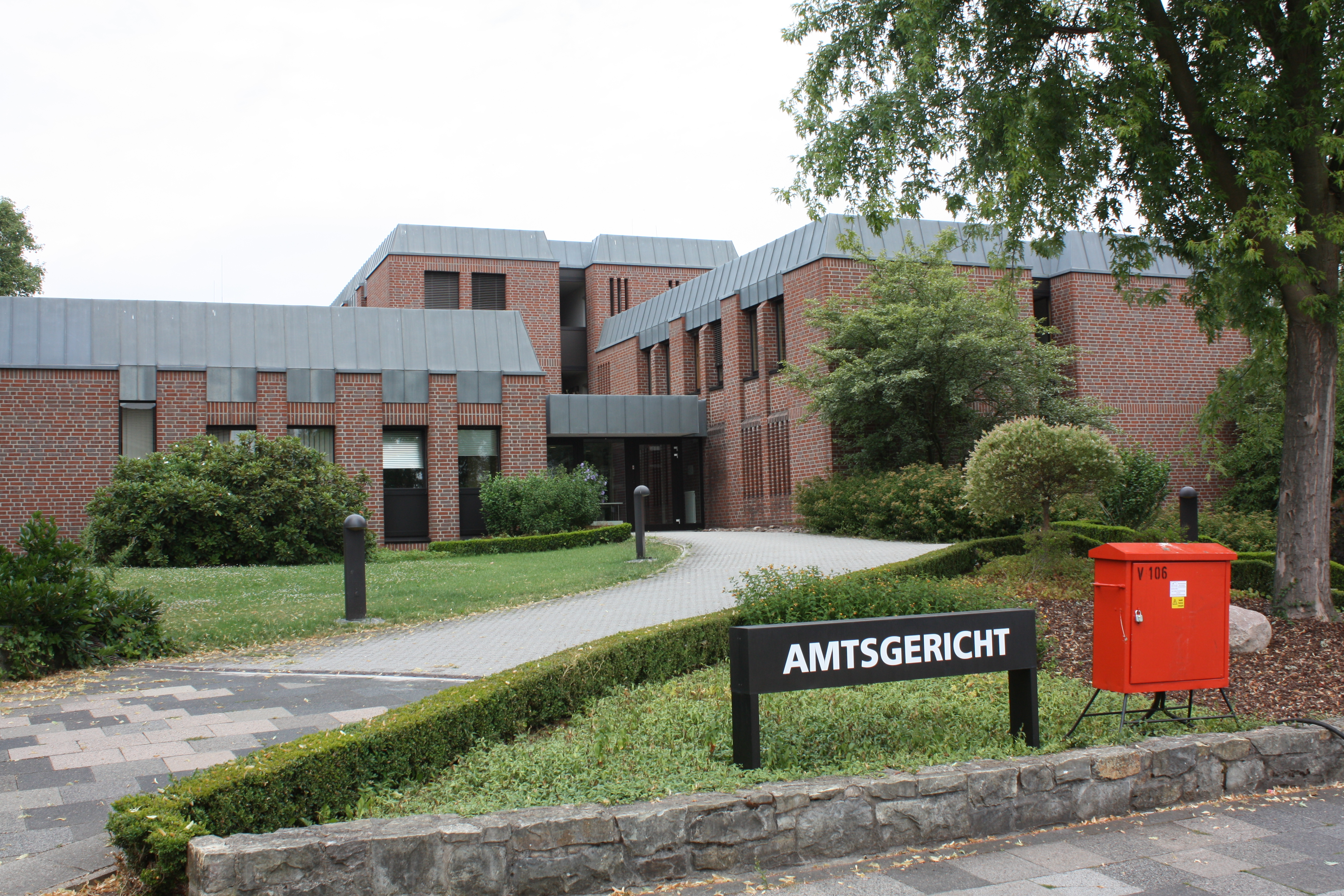
ブラーケル区裁判所

ブラーケル市の裁判権は、ブラーケル区裁判所が管轄している。
ブラーケル市は、屋内プールと屋外プールを運営している。カトリックの旧司祭館には、青年休暇施設が入居している。
ブラーケルの自衛消防団は、中核市区の消防隊と 13の地区の消防班からなる。中核市区には、特別出動指揮車、消防班車輌、補助消防車、重症救急車、はしご車、ホース車、器材運搬車、移動式消防ポンプ、人員輸送車が配備されている。

### 教育
本市には様々な形態の学校がある。本市には 4校の基礎課程学校がある。市内には、総合学校 1校、本課程学校 1校（ゲシュヴィスター＝ショル＝シューレ）、実科学校 2校（アネッテ＝フォン＝ドロステ＝ヒュルスホフ＝シューレ、ブレーデ実科学校）がある。さらに2校のギムナジウム（市立ペトルス＝レッゲ・ギムナジウムとカトリック教会が運営する私立のギムナジウム・ブレーデ）2校の職業補習高等専門学校（職業専門課程、専門課程、専門上級課程、職業ギムナジウムを有する郡立補習高等専門学校ブラーケルと経済学と行政学の職業補習高等専門学校であるブレーデ職業補習高等専門学校）がある。また、言語障害に重点を置くヘクスター郡のブリューダー＝グリム＝シューレと、知的障害者のための学校と住居を提供する生活介助会 gGmbH ブラーケルが運営するフローンハウゼン地区の私立養護学校フォン＝ガーレン＝シューレの 2校の養護学校がある。
2013年10月15日現在、ブラーケルには 222人の教員と 2,903人の児童・生徒がいる。このうち 586人が基礎課程学校、374人が本課程学校、407人が実科学校、1,172人がギムナジウム、190人が総合学校、174人が養護学校の児童・生徒である。
さらに、ブラーケルにはノルトライン＝ヴェストファーレン金融専門大学の分校（2003年までは州の司法研修所として使われていた）やハンディキャップを持った若者の教育施設であるコルピング職業研修作業所がある。
かつてベネディクト会修道院だったゲールデン城は現在パーダーボルン大司教区カトリック家族連盟およびパーダーボルン大司教区・司教区民カリタス会によって成人教育施設として利用されている。

### 地元企業
ブラーケルには、主に中規模手工業者および金属、ガラス、木材、合成樹脂加工業者が立地している。
シャウムシュトフテクニーク・シュルツェは、1967年からゼンハイザーなどの有名メーカーのためのマイク用風防を製造している。また、自動車用の遮音材も製造している。
フランツ・シュナイダー・ブラーケル (FSB) は、従業員数約 600人で、グリップやノブを製造している。たとえば、マルメのターニング・トルソやベルリンのジェイムス＝サイモン＝ギャラリーにもその製品が使われている。

## 人物

### 出身者
- アウグスト・フランツ・フォン・ハクストハウゼン（ドイツ語版、英語版）（1792年 - 1866年）農学者、経済学者、法学者、農場主、作家、民謡収集家
- ヨハネス・ヴァインリヒ（ドイツ語版、英語版）（1947年 - ）極左テロリスト、革命細胞の創始者の一人
- クラウス＝ディーター・ヴォリッツ（1965年 - ）サッカー指導者、元サッカー選手

## 関連図書
- Bernhard Junker, Josef Drewes (Hrsg.): Das Hochstift Paderborn: Portrait einer Region. Paderborn 1997, ISBN 3-506-95293-5, pp. 309-319: Brakel.
- Heinz Stoob: Stadtmappe Brakel. In: Heinz Stoob, Wilfried Ehbrecht (Hrsg.): Westfälischer Städteatlas. Band I, 4. Teilband, Dortmund/ Altenbeken 1975, ISBN 3-89115-331-7
- Franz Schneider (Hrsg.): Annentag in Brakel. Ein deutsches Volksfest. König, Köln 1992, ISBN 3-88375-157-X.
- Herbert Engemann, Ulrich Ernst: Nationalsozialismus und Verfolgung in Brakel: Dokumentation und Kommentar. Stadt Brakel, Brakel 1988, ISBN 3-926971-00-2.
- Vivat Clemens August! Paderborner Glaskunst des 18. Jahrhunderts. Die Glashütte Emde bei Brakel. Paderborn 2000, ISBN 3-88789-136-8.
- Leistungskurs Geschichte des städt. Gymnasiums: Brakel - Kleiner historischer Stadtführer. Heimat- u. Verkehrsverein Brakel, Brakel 1983, ISBN 3-9809107-9-2.
- Arnold Beuke, Theodor P. Nolte (Vorwort), Dirk Brassel, Jürgen W. Braun, Ralph Becker (Hrsg.): 1748 - Ein Jahr in der Stadt Brakel. Stadt Brakel, Brakel 1999, ISBN 3-926971-02-9.

これらの文献は、翻訳元であるドイツ語版の参考文献として挙げられていたものであり、日本語版作成に際し直接参照してはおりません。